# Donald Faison
Donald Adeosun Faison (Nova Iorque, 22 de junho de 1974) é um ator, comediante e dublador norte-americano, conhecido pelo seu papel como Dr. Chris Turk em  Scrubs (2001-2010), e pelo papel menor como Murray no filme As Patricinhas de Beverly Hills (1995) e na série de mesmo nome. Ele também estrelou a sitcom The Exes (2011-15) como Phil Chase.
Faison também co-estrelou os filmes Waiting to Exhale (1995), Remember the Titans (2000), Uptown Girls (2003), Something New (2006), Next Day Air (2009) e Kick-Ass 2 (2013).

## Biografia
Donald Faison começou sua carreira de ator aos cinco anos de idade, quando estudava na Escola Infantil para o Desenvolvimento de Artes Espirituais e Intuitivas (School for the Development of Intuitive and God-Conscious Art). Ainda na escola, seu entusiasmo pela carreira de ator o levou a estudar Arte Dramática na Professional Children's School em Nova Iorque.
O amor precoce de Faison pela carreira, deu-lhe sucesso tanto no cinema quanto na TV. Em 1995, conseguiu um papel contracenando com Angela Bassett no filme "Falando de Amor".
A seguir, fez o papel de Murray no popular filme de Amy Heckerling, "As Patricinhas de Beverly Hills" junto com Alicia Silverstone. Em setembro de 2000, Faison atuou com Denzel Washington no grande sucesso de bilheteria "Duelo de Titãs".

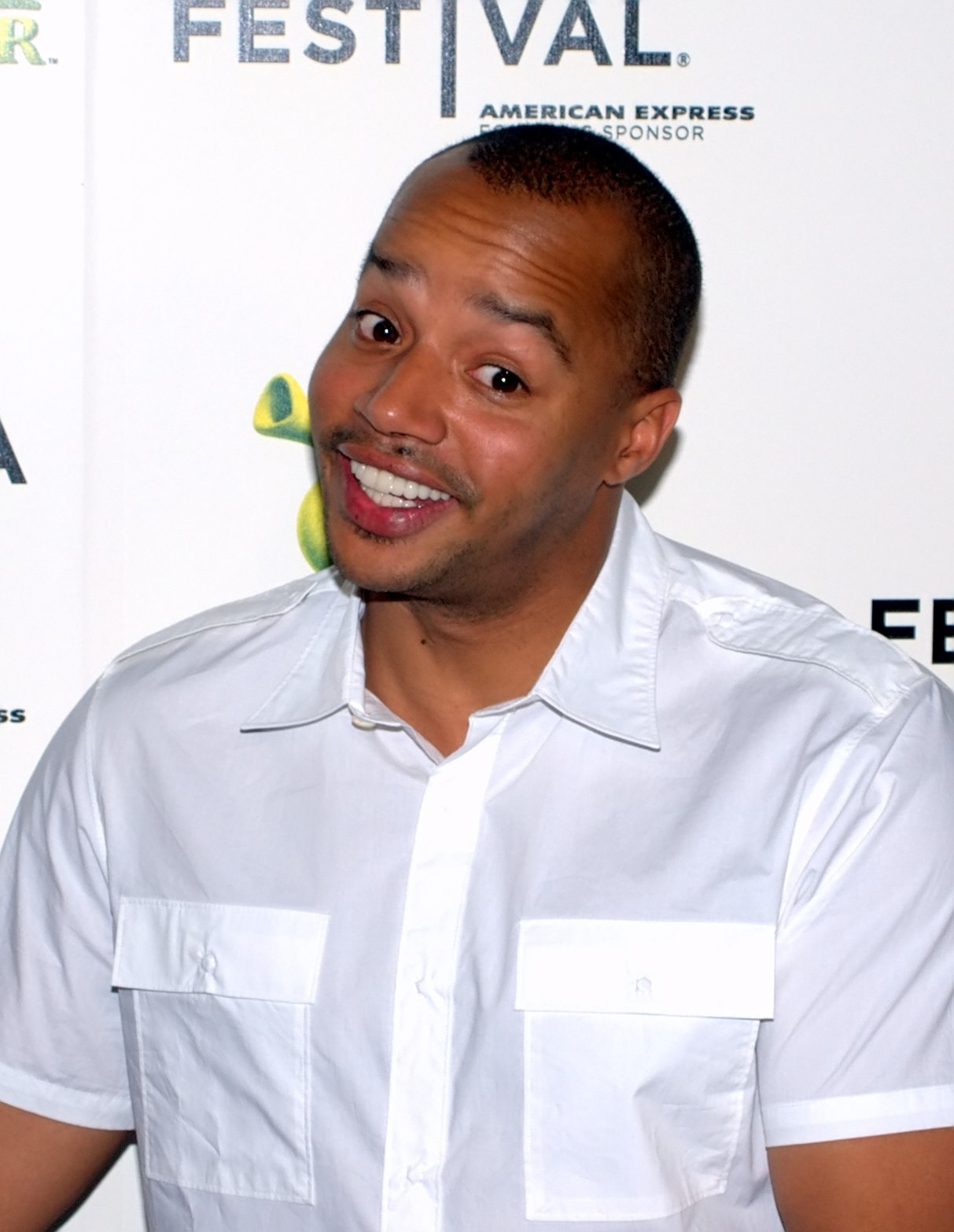
Faison no Festival de Cinema de Tribeca em 2010.

Na televisão, Faison personificou Tracy na famosa série para TV, "Felicity", durante duas temporadas. Antes disso, fez novamente o papel de Murray, por três temporadas, na versão para TV de "As Patricinhas de Beverly Hills".

## Filmografia

### Cinema
- Kick-Ass 2 - (2013)
- Skyline: A Invasão - (2010)
- Next Day Air - (2009)
- Bachelor Party Vegas - (2006)
- Homie Spumoni  - (2006)
- Something New - (2006)
- King's Ransom - (2005)
- Uptown Girls - (2003)
- Big Fat Liar - (2002)
- Double Whammy - (2001)
- Josie and the Pussycats - (2001)
- Remember the Titans - (2000)
- Can't Hardly Wait (1998)
- Waiting to Exhale - (1995)
- Clueless - (1995) (As Patricinhas de Beverly Hills no Brasil, As Meninas de Beverly Hills em Portugal)
- Juice - (1992)

### Televisão
- The Exes - (2011-2015) - Phil Chase

- The Playbook Apresentador
- Punk'd - (2005, um episódio) - como ele mesmo, também produtor do episódio 4.03
- Scrubs - (2001-2009) - Dr. Christopher Turk
- Felicity - (2000-2002) - Tracy
- Sabrina, The Teenage Witch - (1997) S02E25 - Dashiell
- Clueless - (1996-1999) - Murray Lawrence Duvall
- Yo Momma - Guest Judge